# 加藤泰候
加藤 泰候（かとう やすとき）は、江戸時代中期から後期の大名。別名、泰輝。伊予国大洲藩の第9代藩主。官位は従五位下・遠江守。

## 略歴
第6代藩主・加藤泰衑の四男として誕生。幼名は次郎四郎。
明和6年（1769年）、先代藩主で兄の泰行の死去により、養子となって跡を継いだ。藩財政再建のため、安永4年（1775年）に磁器生産を命じて、砥部焼を創始させる。天明7年（1787年）7月4日に死去し、跡を長男の泰済が継いだ。
書道の腕に優れており、法華寺の「護国」・見性庵の「願王殿」「龍澤山」などの泰候の書を彫刻したものが木額として残っている。

## 系譜
- 父：加藤泰衑（1728-1784）
- 母：不詳
- 養父：加藤泰行（1753-1769）
- 正室：栄性院 - 藤堂高朗の娘
- 継室：春洞院 - 松平容頌の養女、松平容章の娘
- 室：知貞院
  - 長男：加藤泰済（1785?-1826）
- 生母不明の子女
  - 五男：加藤泰倫
  - 女子：松平定信養女 - 松平信志正室